# Toba Tek Singh
Toba Tek Singh (en ourdou : ٹوبہ ٹیک سنگھ) est une ville pakistanaise, et capitale du district de Toba Tek Singh, dans la province du Pendjab.
La ville est desservie par le train, étant idéalement située sur la ligne de chemin de fer reliant Faisalabad à Shorkot.
La population de la ville a été multipliée par près de trois entre 1972 et 2017, passant de 28 028 habitants à 87 210. Entre 1998 et 2017, la croissance annuelle moyenne s'affiche à 2,0 %, un peu inférieure à la moyenne nationale de 2,4 %. En 2023, la population de la ville monte à 123 102 habitants.
Près de 96 % des habitants parlent le pendjabi, tandis qu'environ 4 % des habitants ont l'ourdou pour langue maternelle.
Essentiellement musulmane, la ville inclut une minorité chrétienne, comptant environ 3 700 fidèles, plus de 3 % des habitants de la ville.
Le taux d'alphabétisation de la ville s'élève à 82 % en 2023 (contre une moyenne nationale de 61 %), dont 85 % pour les hommes et 79 % pour les femmes, l'un des taux les plus élevés du pays.
|            | 1972 (rec.) | 1981 (rec.) | 1998 (rec.) | 2017 (rec.) | 2023 (rec.) |
| ---------- | ----------- | ----------- | ----------- | ----------- | ----------- |
| Population | 28 028      | 37 844      | 59 938      | 87 210      | 123 102     |